# 讓老師流產委員會
《讓老師流產委員會》（日语：／）是2011年的日本電影，劇本和角色以2009年發生的真實事件為基礎進行改編。

## 製作
2009年，愛知縣發生一起男學生以讓女教師流產為目的，在她的食物中摻入異物的事件。導演內藤瑛亮聽聞此事後受到啟發，便著手將其改編為電影。他更改了此事件中的加害者性別，所有飾演女學生的演員都是初次演出電影。拍攝作業於2010年夏季進行。
2011年9月17日，電影於金澤電影節先行上映。2012年2月25日、26日，電影在夕張國際奇幻電影節上映。同年5月26日正式上映。。

## 故事
五個學生平時受到老師嚴厲的管教，在她們得知老師懷孕後，組成「讓老師流產委員會」，用各種方式試圖讓老師流產，藉此報復。她們偷走化學教室的實驗材料摻入老師的午餐內，把老師椅子下的螺絲調鬆，但都並未讓老師流產。老師找出了犯人，並質問她們的想法，為首的學生認為「如果孩子在生下來之前就死了，那就和沒發生過一樣」。在學生們的陰謀在被發現後，她們反目成仇。最後，為首的學生拿掃把痛打老師的腹部，致使其流產。師生和解後，她們為孩子建了一個墓，老師告訴她「我們不能假裝這件事沒有發生過」。

## 工作人员
- 監督・脚本：内藤瑛亮
  - 脚本協力：佐野真規、松久育紀、渡辺あい
- 撮影：穴原浩祐
- 照明：星野浩行
- 制作：笠原雄一
- 助監督：佐野真規
- 録音：黒須健
- 美術：原太一
- 特殊造形：麻草郁
- 編集：冨永圭祐
- ロゴデザイン：勝彦
- 音楽：有田尚史
- CG：谷脇邦彦
- 整音：中瀬慧

## 脚注
1. ↑  鄭曉蘭. . 自由時報. 2009-03-30  [2020-07-04]. （原始内容存档于2020-07-05） （中文（臺灣））.
2. ↑  . 日刊サイゾー. 2012-05-25  [2012-06-02]. （原始内容存档于2013-05-01）.
3. ↑  . シネマトゥデイ. 2012-05-25  [2012-06-02]. （原始内容存档于2012-05-29）.
4. ↑  . シネマトゥデイ. 2012-03-07  [2012-06-02]. （原始内容存档于2012-06-07）.
5. 1 2  . 楽天woman. 2012-05-22  [2012-06-02].[永久]
6. ↑  . カナザワ映画祭.   [2012-06-02]. （原始内容存档于2013-04-29）.
7. ↑  . ゆうばり国際ファンタスティック映画祭.   [2012-06-02].[永久]

## 外部連結
- 映画「先生を流産させる会」的X（前Twitter）
- 互联网电影数据库（IMDb）上《讓老師流產委員會》的资料（英文）